# Albano Pera
Albano Pera, född 13 februari 1950 i Capannori, är en italiensk sportskytt.
Han blev olympisk silvermedaljör i dubbeltrap vid sommarspelen 1996 i Atlanta.